# Ваніно (Верхнєландеховський район)
Ваніно (рос. Ванино) — присілок в Верхнєландеховському районі Івановської області Російської Федерації.
Населення становить 10 осіб. Входить до складу муніципального утворення Митське сільське поселення.

## Історія
Від 2005 року входить до складу муніципального утворення Митське сільське поселення.

## Населення
| 1859 | 1905 | 2010 |
| ---- | ---- | ---- |
| 198  | ↗245 | ↘10  |